# Seagoville
Seagoville és una ciutat dels Estats Units a l'estat de Texas. Segons el cens del 2000 tenia 10.823 habitants.

## Demografia
Segons el cens del 2000, Seagoville tenia 10.823 habitants, 3.308 habitatges, i 2.464 famílies. La densitat de població era de 257,3 habitants/km².
Dels 3.308 habitatges en un 38,5% hi vivien nens de menys de 18 anys, en un 54,2% hi vivien parelles casades, en un 15,4% dones solteres, i en un 25,5% no eren unitats familiars. En el 21% dels habitatges hi vivien persones soles el 9,2% de les quals corresponia a persones de 65 anys o més que vivien soles. El nombre mitjà de persones vivint en cada habitatge era de 2,84 i el nombre mitjà de persones que vivien en cada família era de 3,29.
Per edats la població es repartia de la següent manera: un 25,8% tenia menys de 18 anys, un 9,6% entre 18 i 24, un 36,2% entre 25 i 44, un 19,4% de 45 a 60 i un 9% 65 anys o més.
L'edat mediana era de 33 anys. Per cada 100 dones de 18 o més anys hi havia 126 homes.
La renda mediana per habitatge era de 40.168$ i la renda mediana per família de 45.590$. Els homes tenien una renda mediana de 33.061$ mentre que les dones 25.753$. La renda per capita de la població era de 17.398$. Aproximadament el 9,3% de les famílies i l'11,8% de la població estaven per davall del llindar de pobresa.

## Poblacions més properes
El següent diagrama mostra les poblacions més properes.